# Olha Kondrashova
Olha Kondrashova es una deportista ucraniana que compitió en natación sincronizada. Ganó siete medallas en el Campeonato Europeo de Natación entre los años 2008 y 2014.

## Palmarés internacional
| Campeonato Europeo | Campeonato Europeo       | Campeonato Europeo | Campeonato Europeo |
| Año                | Lugar                    | Medalla            | Prueba             |
| ------------------ | ------------------------ | ------------------ | ------------------ |
| 2008               | Eindhoven (Países Bajos) | Medalla de bronce  | Equipo             |
| 2008               | Eindhoven (Países Bajos) | Medalla de bronce  | Combinación libre  |
| 2010               | Budapest (Hungría)       | Medalla de bronce  | Equipo             |
| 2010               | Budapest (Hungría)       | Medalla de bronce  | Combinación libre  |
| 2012               | Eindhoven (Países Bajos) | Medalla de plata   | Equipo             |
| 2012               | Eindhoven (Países Bajos) | Medalla de plata   | Combinación libre  |
| 2014               | Berlín (Países Bajos)    | Medalla de plata   | Equipo             |